# Psorophora
Genre
Psorophora est un genre de moustiques de la tribu des Culicini (sous-famille des Culicinae).

## Liste des sous-genres et espèces
Selon BioLib (24 février 2021) :
- sous-genre Psorophora (Grabhamia) Theobald, 1903
  - Psorophora cingulata (Fabricius, 1805)
  - Psorophora columbiae (Dyar & Knab, 1906)
  - Psorophora confinnis (Lynch Arribalzaga, 1891)
  - Psorophora dimidiata Cerqueira, 1943
  - Psorophora discolor (Coquillett, 1903)
  - Psorophora infinis (Dyar & Knab, 1906)
  - Psorophora insularia (Dyar & Knab, 1906)
  - Psorophora jamaicensis (Theobald, 1901)
  - Psorophora leucocnemis Martini, 1931
  - Psorophora paulli Paterson & Shannon, 1927
  - Psorophora pruinosa Martini, 1935
  - Psorophora pygmaea (Theobald, 1903)
  - Psorophora santamarinai Broche, 2000
  - Psorophora signipennis (Coquillett, 1904)
  - Psorophora varinervis Edwards, 1908
- sous-genre Psorophora (Janthinosoma) Lynch-Arribalzaga, 1891
  - Psorophora albigenu (Peryassu, 1908)
  - Psorophora albipes (Theobald, 1907)
  - Psorophora amazonica Cerqueira, 1960
  - Psorophora champerico (Dyar & Knab, 1906)
  - Psorophora circumflava Cerqueira, 1943
  - Psorophora cyanescens (Coquillett, 1902)
  - Psorophora discrucians (Walker, 1856)
  - Psorophora ferox (Humboldt, 1819)
  - Psorophora fiebrigi Edwards, 1922
  - Psorophora forceps Cerqueira, 1939
  - Psorophora horrida (Dyar & Knab, 1908)
  - Psorophora johnstonii (Grabham, 1905)
  - Psorophora lanei Shannon & Cerqueira, 1943
  - Psorophora longipalpus Randolph & O'Neill, 1944
  - Psorophora lutzii (Theobald, 1901)
  - Psorophora mathesoni Belkin & Heinemann, 1975
  - Psorophora melanota Cerqueira, 1943
  - Psorophora mexicana (Bellardi, 1859)
  - Psorophora pilosa Duret, 1971
  - Psorophora pseudoalbipes Duret, 1971
  - Psorophora pseudomelanota Barata & Cotrim, 1971
  - Psorophora totonaci Lassmann, 1951
  - Psorophora varipes (Coquillett, 1904)
- sous-genre Psorophora (Psorophora) Robineau-Desvoidy, 1827
  - Psorophora ciliata (Fabricius, 1794)
  - Psorophora cilipes (Fabricius, 1805)
  - Psorophora holmbergii Lynch Arribalzaga, 1891
  - Psorophora howardii Coquillett, 1901
  - Psorophora lineata (Von Humboldt, 1819)
  - Psorophora ochripes (Macquart, 1850)
  - Psorophora pallescens Edwards, 1922
  - Psorophora pilipes (Macquart, 1834)
  - Psorophora saeva Dyar & Knab, 1906
  - Psorophora stonei Vargas, 1956